# San Pedro Mixtepec -Dto. 22 -
San Pedro Mixtepec -Dto. 22 - är en kommun i Mexiko.   Den ligger i delstaten Oaxaca, i den sydöstra delen av landet, 400 km sydost om huvudstaden Mexico City.
Följande samhällen finns i San Pedro Mixtepec -Dto. 22 -:
- Puerto Escondido
- San Andrés Copala
- El Huarumbo
- El Toledo
- Colonia Independencia
- Aguaje del Zapote
- Las Tres Palmas
- Colonia San Miguel
- Los Limones
- La Unión
- Barrio Arriba
- Barrio de las Flores
- Mandingas
- La Cañada
- Puente San José
- La Lucerna
- Comuncito